# Joseph Charles Bequaert
Joseph Charles Bequaert (24 de maig de 1886 a Torhout - 12 de gener de 1982 a Amherst, Massachusetts) va ser un malacòleg estatunidenc d'origen belga.
Es va doctorar en botànica a la Universitat de Gant (1908). Era entomòleg i de 1910 fins a 1912 va formar part de la commission Belge sur la maladie du sommeil (Comitè belga per la malaltia de la son). De 1913 fins a 1915 treballà com botànic al Congo Belga i també va recollir-hi mol·luscs.
L'any 1916 emigrà als Estats Units i inicialment treballà a l'American Museum of Natural History. Es va nacionalitzar estatunidenc el 1921, ensenyà entomologia al Harvard Medical School. Des del 1929 fins a 1956 va ser el Curator d'insectes del Museum of Comparative Zoology a Harvard, i Professor de Zoologia des de 1951 fins a 1956 institució.
Bequaert va esdevenir president de l'American Malacological Union el 1954. Des de 1956 a 1960, va ser lector en biologia a la Universitat de Houston. Junt amb Walter Bernard Miller (1918–2000), publicà The Mollusks of the Arid Southwest (1973).
Va ser membre de: Zoological Society of France, la Entomological Society of America, la Belgian Royal Society of Entomology, la Belgian Society of Tropical Medicine, la Royal Institute of Colonial Belgium, Koninklijk Natuurwetenschappelijk Genootschap Dodonaea, i la Natural History Society of North Africa.